# Level E
Level E (jap. レベルE) ist eine von Yoshihiro Togashi geschriebene Science-Fiction-Mangareihe, die in den Jahren 1995 bis 1997 veröffentlicht wurde. Sie verfolgt auf humorvolle Art die Taten eines Prinzen, der wie auch viele andere Außerirdische unbemerkt auf der Erde zu Gast ist. Die aus 16 Kapiteln bestehende Reihe wurde 2011 durch eine gleichnamige Anime-Fernsehserie adaptiert, die unter der Regie von Toshiyuki Katou in den Studios Studio Pierrot und David Production entstand.

## Handlung
Ohne das Wissen der Menschen leben auf der Erde mittlerweile mehrere tausend Außerirdische, die aus allen Bereichen der Galaxie stammen. Eines Tages stürzt der aus seiner Heimat flüchtende Prinz des Planeten Dogra auf die Erde ab. Baka Ki El Dogra (バカ＝キ＝エル・ドグラ, Baka Ki Eru Dogura), wie er vollständig heißt, sucht danach Unterschlupf bei dem jungen Baseballspieler und Studenten Yukitaka Tsutsui (筒井 雪隆, Tsutsui Yukitaka). Dabei macht sich bemerkbar, dass der Prinz trotz menschlicher Erscheinung ein seltsames Geschöpf ist. So geraten beide schnell aneinander, wovon auch die Nachbarin und Mitschülerin Miho Edogawa (江戸川 美歩, Edogawa Miho) Wind bekommt. Nach und nach müssen sie feststellen, dass der Prinz trotz seines Namens – ein Wortspiel, da baka-ōji (バカ王子) sowohl als „Prinz Baka“ oder „dummer Prinz“ übersetzt werden kann – sehr weit vorausplant und sie im Grunde genommen alle nur Teil seiner Pläne sind.
Dies bekommt vor allem seine Leibgarde, unter Anführung von Captain Kraft (クラフト隊長, Kurafuto taichō), zu spüren, die er jedes Mal wieder an der Nase herumführt, was Kraft soweit treibt, dass er den Prinzen am liebsten umbringen würde.

## Entstehung und Veröffentlichungen

### Manga
Der Manga Level E wurde von Yoshihiro Togashi geschrieben und gezeichnet. Er besteht aus insgesamt 16 Kapiteln, die beginnend mit der 42. Ausgabe des Magazins Weekly Shōnen Jump von Shūeisha in den Jahren 1995 bis 1997 veröffentlicht wurden. Die Kapitel wurden zu drei Tankōbon-Ausgaben zusammengefasst, die 1996 bis 1997 erschienen. Erneut veröffentlicht wurde der Manga in zwei Ausgaben im Jahr 2009 als Teil der Reihe Shūeisha Jump Remix.
- Bd. 1: ISBN 4-08-872071-7, 4. März 1996
- Bd. 2: ISBN 4-08-872072-5, 3. Oktober 1996
- Bd. 3: ISBN 4-08-872073-3, 1. Mai 1997

### Anime
Die Manga-Reihe wurde im Jahr 2011 durch Studio Pierrot und David Production unter der Regie von Toshiyuki Katou als 13 Folgen umfassende Anime-Fernsehserie adaptiert. Die Erstausstrahlung der Serie begann in der Nacht des 11. Januar 2011 (und damit am vorherigen Fernsehtag) auf TV Tokyo. Einige Tage später begannen ebenfalls die Sender TV Aichi, TV Ōsaka, AT-X, BBC und Kagoshima TV mit der Ausstrahlung. Die letzte Folge wurde erstmals am 5. April 2011 ausgestrahlt. Ebenso wurde die Serie als Simulcast bei Crunchyroll mit englischen Untertiteln angeboten.
Beginnend vom 23. Februar 2011 soll die Serie in Japan auf insgesamt sechs Medien veröffentlicht werden, die im etwa monatlichen Abstand erscheinen.

#### Synchronisation
| Rolle            | Japanischer Sprecher (Seiyū) |
| ---------------- | ---------------------------- |
| Prinz            | Daisuke Namikawa             |
| Yukitaka Tsutsui | Yoshimasa Hosoya             |
| Miho Edogawa     | Satomi Akesaka               |
| Captain Kraft    | Takehito Koyasu              |

#### Musik
Im Vorspann des Animes wurde der Titel Cold Finger Girl (コールドフィンガーガール) von Chiaki Kuriyama gespielt. Der Abspann verwendete das Stück (Yume) – Mugennokanata (「夢」～ムゲンノカナタ～) von Vivid. 